# Batalla de la Badia de Helgoland
Es pot considerar la batalla de la badia de Helgoland com el primer combat aeri que es pot anomenar batalla a la Segona Guerra Mundial, la qual inicià la campanya aèria més llarga de la guerra; la Defensa del Reich. Una força de 3 esquadrilles de bombarders, comptant uns 24 aparells s'enlairen el 18 de desembre de 1939 per enfrontar-se als vaixells alemanys ancorats a la Badia de Helgoland per tal de destruir i enfonsar-ne els màxims possibles. Dos aparells hagueren de fer-se enrere abans d'arribar a l'espai aeri alemany degut a problemes amb el motor. Els altres 22 avions continuaren vigorosament l'avanç. Els caces de la Luftwaffe, assabentats de l'arribada de l'esquadra de bombarders gràcies al radar freia (encara experimental) alçaren el vol i van abatre 10 bombarders, 2 més es veieren obligats a amarar abans d'arribar a la Gran Bretanya i encara 2 més s'estavellaren quan intentaven aterrar. Així doncs, dels 22 avions que sortiren de Gran Bretaña se'n perderen 15, mentre que els alemanys només 2.
Aquesta batalla va crear un precedent per tota la guerra. Així doncs la RAF va eliminar totes les missions aèries de dia i només es mantingueren aquelles nocturnes atès el gran nombre de baixes patit per les esquadrilles. En el temps previs a la guerra, la RAF sempre pensà que "el bombarder sempre se'n sortiria"; però no fou així en les missions diürnes; això va fer repensar com es durien a termes les següents missions de bombardeig. La fallida del raid britànic va fer creure a la Luftwaffe que les seves bases en sòl alemany eren gairebé invulnerables als atacs enemics. Aquesta impressió es veu reforçada amb les victòries de la Wehrmacht els anys 1939-1941, que directament significà que les forces aèries enemigues es trobaven massa lluny per bombardejar efectivament el territori alemanys i les seves indústries. Això va fer descurar la flota diürna de caces, cosa que tingué conseqüències fatals en els últims anys de la guerra.

## Preludi

### Estratègia de la RAF
Abans de la guerra, el Comandament de Bombarders creia fermament en la capacitat del potencial aeri per guanyar guerres sense la necessitat d'utilitzar ni l'armada ni l'exèrcit. Es repetia contínuament The bomber will always get through, que volia dir que sense importar la quantitat de les defenses prou bombarders serien capaços de fer miques qualsevol ciutat. Es creia que formacions de vol compactes amb posicions defensives fortament armades podien repel·lir els atacs dels caces alemanys sense l'ajut de caces d'escorta. Desgraciadament la RAF no disposava de bombarders quadrimotors necessaris per transportar les bombes pesants que llençarien després sobre territori alemany.L'única zona dins el radi d'acció dels bombarders de la RAF era la regió industrial de la Conca del Ruhr i els ports i ciutats costaneres del nord d'Alemanya.
Tant els Països Baixos com Bèlgica desitjaven romandre fora del conflicte i és per això que refusaren la proposta de la RAF d'establir bases al seu territori per penetrar més en el territori alemany.Més tard, en esclatar la guerra els francesos rebutgen totes les propostes dels britànics per permetre que els seus bombarders utilitzessin els aeròdroms francesos.
Les forces aèries franceses, sobretot els seus grups de caces encara no estaven preparats per una campanya defensiva de grans dimensions contra l'aviació alemanya. A més, malgrat que els francesos es trobaven atrinxerats a la Línia Maginot, no disposaven de bombarders que poguessin colpejar preventivament la Luftwaffe. Els francesos temien les represalies alemanyes i els raids de la seva aviació.
Degut a la situació va fer que els britànics es preparessin, especialment l'Almirallat, per l'enemic més directe dels aliats durant el període de la Guerra de Broma, els U-Boot.
Abans que l'Imperi Britànic declarés la guerra als alemanys, aquests havien enviat alguns submarins per tal de tallar els combois de subministraments britànics via Amèrica del Nord i altres àrees de l'Imperi Britànic només començar les hostilitats.L'almirallat instà a la RAF que destinés més recursos Comandament Costaner en comptes de dur-los cap a quadres de bombarders estratègics. Aquesta decisió fou comentada i criticada llargament durant la major part del 1941 per l'establishment britànic.
La RAF hagué de crear un nou pla pel front Occidental (el Western Air Plan 7B,WAP 7B) degut a la demanda dels Estats Units d'evitar els bombardejos sobre objectius civils. Així doncs aquest pla estava dissenyat per atacar els navilis de guerra alemanys. És més, els alemanys també acceptaren el pla per bé que ho acceptaren només el 18 de setembre quan la victòria a Polònia ja era segura.
Els vaixells alemanys, atès que eren uns blancs legítims i es trobaven lluny (tant a port com a alta mar) de zones civils es consideraren un bon objectiu. Es considera aleshores la destrucció de la flota alemanya per privar a la flota de llops marins (U-boot) de suport marítim.

### Maniobres prèvies
Per tal d'adaptar-se al nou pla preparat per la RAF es començà a atacar els vaixells alemanys, sempre que els informes del reconeixement aeri fossin positius. Ja el 3 de setembre s'envià en missió de reconeixement un Bristol Blenheim sota el comandament de l'Oficial de Vol Andrew McPherson de l'esquadró 139. Quan volava per damunt del Mar del Nord detectà una gran flota alemanya als afores de Wilhelmshaven i la vila de Schillig, prop de la Badia de Jade. Atès que la ràdio de l'aparell de McPherson no funcionava l'atac bo s'inicià fins que el pilot no va arribar a la base. Aleshores, 15 Handley Page Hampden i 9 bombarders Vickers Wellington alçaren el vol per atacar els vaixells alemanys. El temps era inestable, és per això que cap de les bombes impactà sobre els vaixells.
El 4 de setembre McPherson va fer una altra sortida i de nou tornà a trobar un conjunt de vaixells de guerra alemanys prop de Brunsbüttel, Wilhelmshaven i Schillig. Una altra vegada la ràdio del seu aparell fallà; així doncs una força de 15 Bleheims i 8 Wellingtons dels esquadrons 110è i 107è (amb 10 Blenheims),el 139è (5 Blenheims) i el 149è (Wellingtons) s'enlairaren per encalçar i bombardejar els vaixells Gneisenau, Scharnhorst i el Admiral Scheer, alguns dels quals trobaren.
Els avions en sortir no estaven preparats; l'esquadró 149è no tenia material, i està confirmat que com a mínim els membres de la tripulació de l'Oficial de Vol Bill McRae sortiren sense cap bomba per llençar. McRae en observar la càmera de bombes (càmera al fuselatge de l'avió) va veure com aquesta era buida. En ple vol, el Cap d'Esquadró Paul Harris demanà als seus artillers que comprovessin les metralladores; descobrint que no funcionava cap d'elles i que ja s'apropaven a territori alemany indefensos. Com no volia fer-se enrere en el seu primer raid continuaren amb la ruta establerta.
L'esquadró 9è bombardejà els mateixos objectius amb el dia ja avançat, atacant blancs a Brunsbüttel i als afores de la ciutat. Es tractà d'una incursió desafortunada car es perderen 5 Blenheims i 2 Wellington i els vaixells alemanys sofreixen danys mínims.
Sobre el creuer Admiral Scheer caigueren tres bombes, cap de les quals explotà, i un Blenheim s'estavellà sobre el castell del Creuer lleuger Emden, matant 11 mariners i ferint-ne 30 més. No era un dels objectius però aquell dia es trobava amb la flota.
El II./Jagdgeschwader 77 sota el comandament del Oberstleutnant Carl-August Schumacher, s'enlairà des de Nordholz i interceptà el 9è esquadró. Els Feldwebels Hans Troitsch i Alfred Held reclamaren cadascú una victòria, i el Leutnant Metz una altra. Aquests avions del 9è esquadró van ser els primers de la RAF a ser abatuts per abatuts per caces durant la guerra, i segurament Troitsch va ser el primer pilot a ser abatut. Quatre Blenheims més de l'esquadró 107 van ser abatuts pel foc antiaeri. Els alemanys cregueren que les defenses aèries que havien situat eren una defensa efectiva dels atacs aliats. L'ús del radar Freya havia donat als caces alemanys 8 minuts d'avis de la seva aproximació.
Es cregué que havia passat massa estona en ambdós casos des que s'havien descobert els vaixells almenys i havia arribat la força atacat, i per rectifica-ho, es decidí que es farien "reconeixements armats", amb formacions de bombarders enviats sobre el mar del Nord per trobar i atacar vaixells alemanys. Les seves ordres els prohibien d'atacar vaixells a port, violar l'espai aeri neutral o fins i tot atacar vaixells de guerra mentre que escortaven mercants. Una patrulla el 29 de setembre resultà amb 5 Hampdens abatuts per Messerschmitt Bf 109s del II./JG 77, però un atac de 24 Wellingtons dels esquadrons 149è, 38è i 115è el 3 de desembre va tenir més èxit, reclamant un dragamines alemany enfonsat, mentre que el foc defensiu de les torretes dels Wellington rebutjaren els atacs dels caces alemanys, abatent-ne'n un sense patir cap pèrdua. El pilot alemany abatut era el futur as Günther Specht. Va ser abatut pel caporal Copley del 38è esquadró. Els registres alemanys confirmaren l'enfonsament. Els vaixells alemanys eren el Brummer i el dragamines M1407, ambdós enfonsats per bombes sense explotar que travessaren el vaixell. Un informe alemany constatà que l'atac havia estat executat des de fora del Sol i portat a terme evitant zones civils.
Un reconeixement armat realitzat per 12 Wellingtons el 14 de desembre resultà en 5 avions perduts mentre que la formació, volant a un nivell molt baix a causa dels núvols baixos, va trobar-se atacada tant per caces com per artilleria antiaèria. La RAF cregué que cap dels Wellingtons perduts havia estat abatut pels caces, mantenint la fe en les seves capacitats defensives mentre que volaven en formació estreta. S'arribà a aquesta conclusió considerant les proves disponibles. La Luftwaffe reclamà 5 bombarders abatuts per la pèrdua d'un caça, mentre que cap de les unitats antiàeries reclamà cap victòria. Diversos dels bombarders que tornaren tenien senyals danys petits ocasionats per foc de metralladora, fent que la RAF arribés a la conclusió que el foc antiaeri havia causat els danys.

### Defenses alemanyes
L'organització de la defensa aèria de la Luftwaffe patí una sèrie de canvis durant els primers mesos de la guerra. La defensa dels ports septentrionals i els objectius estratègics vitals eren responsabilitat del Luftverteidigungskommando (Comandament de Defensa Aèria) local o més proper. En aquest cas, la unitat responsable de la protecció de les naus de la Kriegsmarine era el Luftverteidigungskommando Hamburg (Comandament de la Defensa Aèria Hamburg).
Aquest sistema era impracticable. El districte de defensa d'Hamburg controlava tant les defenses aèries com terrestres, però geogràficament no estava en disposició d'ajudar un altre. No existia una síntesi d'armes combinades, entenent que l'arma antiaèria no donava suport directament a les defenses alemanyes en lloc de formar una única defensa massiva. En canvi, les unitats de caces protegien la costa allà on estaven, amb unitats antiaèries (FlaK) de la Kriegsmarine, mentre que la defensa antiaèria d'Hamburg es trobava massa terra endins. Els caces de la Luftwaffe i les unitats FlaK estaven massa allunyades per actuar coordinadament.
A aquesta descoordinació no ajudava les males relacions existents entre els Comandants en Cap de la Luftwaffe i la Kriegsmarine Reichsmarschall Hermann Göring i Großadmiral Erich Raeder, respectivament. El sistema necessitava que ambdós serveis treballessin conjuntament, però provocava dificultats en la cooperació. Una solució al problema va ser doblar-ho: les unitat de caces que defensaven la costa del mar del Nord estaven subordinades al Luftgaukommando XI a Hannover. Aquestes unitats de caces funcionarien com un comandament de caces autònom, o Jagdfliegerführer. El seu comandament va ser donat al Oberstleutnant Carl-August Schumacher, anterior comandant del II./Jagdgeschwader 77. Schumacher havia servit a la durant la I Guerra Mundial i havia combatut a la batalla de Jutlàndia com a oficial cadet. S'esperava que el seu passat naval i la seva personalitat accessible erosionaria les dificultats de cooperació amb el servei naval. Malgrat això, i el seu equivalent naval tenien el mateix rang, de manera que cap dels dos tenia autoritat sobre l'altre, quelcom que llastrava la necessària unitat de comandament.

## Forces participants

### Luftwaffe

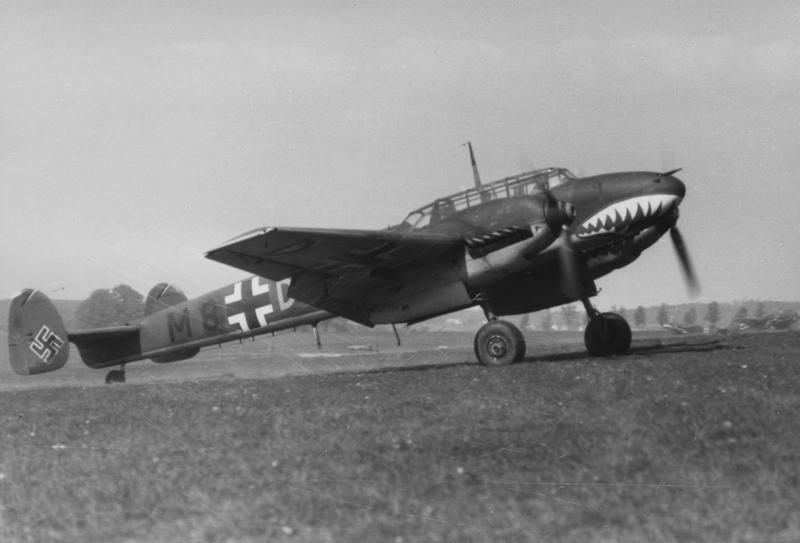
El Messerschmitt Bf 110 era un formidable bombarder destructor.

Schumacher va rebre un nou comandament denominat Stab./Jagdgeschwader 1, a vegades denominat JG Nord o JG Schumacher. A més dels Bf 109D i E, també v rebre Messerschmitt Bf 110. La manca d'acció durant la Guerra de Broma significava que aquests avions, normalment reclamats per les Luftflottes per a les operacions ofensives estaven disponibles per portar a terme papers defensius.
El Stab./JG1 controlava els següents gruppen, que tenia una força combinada d'entre 80 i 100 avions:
- II./Jagdgeschwader 77 (JG 77), comandat pel major Hilmer von Bülow-Bothkamp
- II./Trägergruppe 186, oficialment depenent del però destinat al per portar a terme tasques defensives, comandat pel Major Heinrich Seeliger
- 10. (Nacht)./Jagdgeschwader 26 (JG 26), sota el comandament del Staffelkapitän Johannes Steinhoff
- I./Zerstörergeschwader 76 (ZG 76), sota el comandament del Hauptmann Günther Reinecke, and 2 Staffel
- I./Zerstörergeschwader 26 (ZG 26), sota el comandament del Geschwaderkommodore Wolfgang Falck.
- JGr. 101 va ser adjuntat al ZG 1 I eventualment esdevingué el II./ZG 1. Comandat pel Major Hellmuth Reichardt.[29]

### Royal Air Force
La RAF destinà el Grup 3 per l'atac. Normalment el grup consistia en els esquadrons 9è, 37è, 38è, 99è, 115è, 149è, conjuntament amb els esquadrons 214è, i 21è a la reserva. Malgrat això, el grup havia estat format a correcuita per realitzar missions a la llum del dia, després d'haver fer bombardeigs nocturns. La qualitat de l'entrenament era dubtosa, i diverses de les tripulacions no havien rebut una formació apropiada per volar en formació. Només els esquadrons 9 i 214 eren capaços de volar en una formació perfecta. Per tal de millorar la formació de vol i donar experiència en condicions de combat a les tripulacions, l'esquadró 37 realitzà diverses maniobres de combat amb els Supermarine Spitfires del Comandament de Caces a RAF Tangmere. Els pilots dels Spitfire advertiren que podrien haver ocasionat grans pèrdues a l'esquadró en només 10 minuts a causa de la seva pobre formació volant i a la manca de caces d'escorta, però van ser ignorats.
El cap d'esquadró Paul Harris del 149è Esquadró i el comandant d'ala Richard Kellett eren els únics líders amb experiència de combat. Però Kellett no havia volat ni amb l'esquadró 9 ni amb el 37 com a grup i mai no va tenir l'oportunitat de practicar el vol en formació o bombardejar amb aquests esquadrons. No se li va donar ni temps ni l'oportunitat per discutir o formular un pla per bombardejar objectius navals, ja fos a nivell de grup, esquadró o simplement de secció de vol. No va ser capaç de discutir o proposar cap consell tàctic sobre el que s'havia de fer en formació en cas d'un atac de caces. Va rebre el comandament d'un grup incoherent d'esquadrons altament inexperts. Per a la missió del 18 de desembre, Kellett va rebre 24 bombarders Wellington dels esquadrons 9, 37 i 149. Els bombarders britànics volarien en una formació de diamant.

## Batalla

### L'objectiu
El matí del 18 de desembre de 1939, The Times de Londres publicà la història de la batalla del Riu de la Plata i l'enfonsament del cuirassat de butxaca Admiral Graf Spee, i hores després el Comandament de Bombarders intentà enfonsar un altre gran vaixell alemany. D'acord amb l'Ordre Operativa B. 60 del 17 de desembre, els objectius eren els vaixells de guerra alemanys a port o a mar. Els bombarders de la RAF van rebre l'ordre de sobrevolar el golf de Heligoland i el port de Wilhelmshaven, atacant els vaixells però evitant els barris civils, els vaixells mercants o els objectius terrestres.

### Els bombarders en ruta

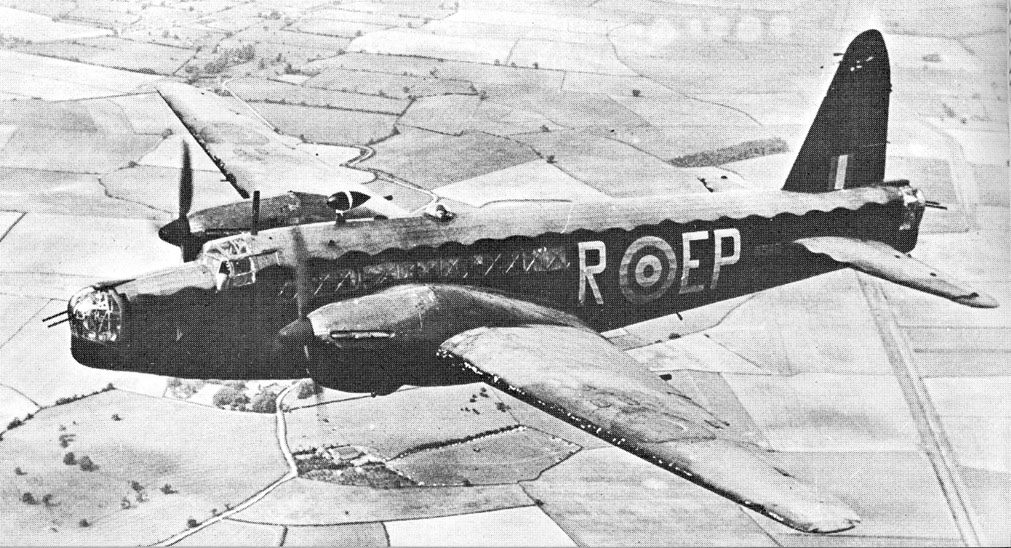
Un Wellington Mk II. L'estructura i el disseny de les ales eren idèntics en el Mk I com el II.

El primer Wellington N2960 s'enlairà de RAF Mildenhall a Suffolk a les 09:27 amb el comandant d'ala Kellet als controls. El 9è esquadró s'enlairà des de RAF Honington i es reuniren sobre King's Lynn, iniciant la travessa cap al mar del Nord. El 37è esquadró s'enlairà a Feltwell però no arribà a la cita i es reuní amb la formació principal una hora després sobre el mar del Nord. Un cop que estaven sobre les pertorbacions el curs s'establí a 40º, a una latitud de 55° nord. El pla era evitar les concentracions d'artilleria antiaèria pesada situades a les illes Frisones. Però, mentre que abandonaven Anglaterra els núvols desaparegueren i es trobaren sense cobertura en un cel net. Dos bombarders, el N2984 i el N2894, pilotats per Duguid i per Kelly giraren cua; el primer a causa de problemes mecànics, mentre que l'altre escortava el bombarder amb problemes cap a la base. La resta de bombarders seguí el vol cap al nord i passades les illes Frisones viraren cap al sud, continuant la seva missió amb una visibilitat perfecta per ser vistos pels avions alemanys.
Arribant a la frontera germanodanesa a 55°N 05°E, viraren sud. La formació es dirigí cap a Schleswig-Holstein, i des d'allà planejaven girar cap a l'oest fins a Wilhelmshaven. El moviment estava dissenyat per iniciar l'atac des de l'est, a través de la "porta del darrere". El pla funcionà, car els bombarder arribaren sense haver estat interceptats, però el viatge cap al sud havia donat als alemanys una hora d'avís, car el radar Freia havia detectat els bombarders a 48 km de la costa. Mentre que els bombarders passaven per la costa, s'inicià el foc antiaeri dels vaixells i de les defenses costaneres. Un cop sobre la zona de l'objectiu també van ser rebuts pel foc de l'artilleria antiaèria pesada de Bremerhaven i Wilhelmshaven. Els vaixells situats prop de Schilling també obriren foc. Els bombarders començaren a disparar amb les metralladores per expulsar els artillers. El foc alemany tenia una alçada correcta, però explotava davant dels bombarders. Poc després, la formació es trobava sobre el port de Wilhelmshaven, amb el Gneisenau i el Scharnhorst ancorats a sota seu; però es trobaven massa a prop de la costa i Kellet no va voler-se arriscar a deixar caure les bombes per no causar víctimes civils. Kellet, comandant la formació, havia ordenat atacar a l'alçada mínima (uns 10.000 peus, aproximadament uns 3.000 metres). Creien que el perill principal provindria del foc antiaeri, no pas dels caces alemanys, tal com deia la doctrina operativa de la RAF.

### El combat aeri

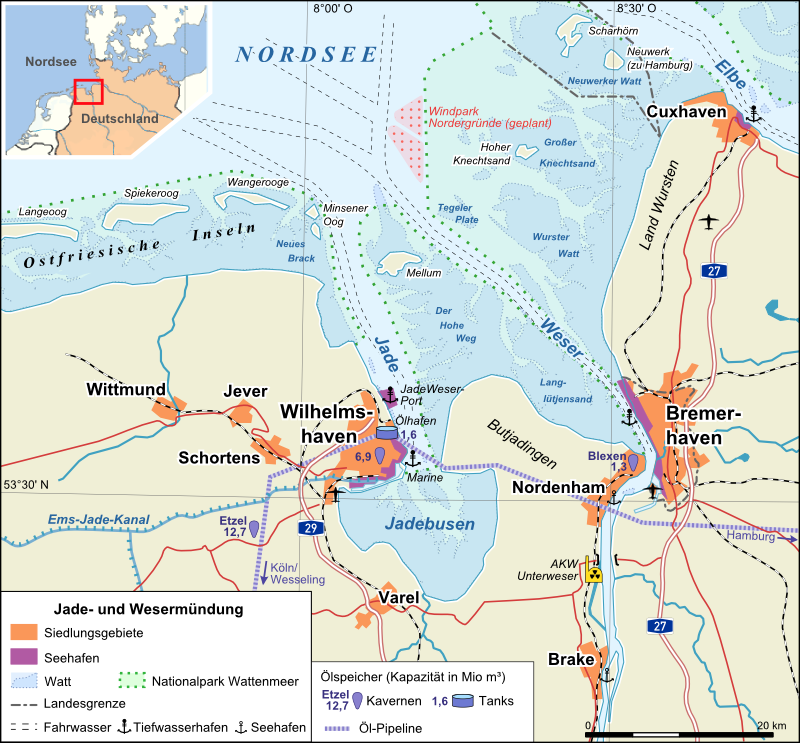
La zona de l'objectiu. La força de Kellet s'apropà des de l'est sobre l'estuari del Jade i cap a Wilhelmshaven.

À les 13:10, la formació de la RAF volà sobre els aiguamolls a l'oest de Cuxhaven i Wesermünde i caigué sobre un dens foc antiari alemany de les posicions flak 214, 244 i 24. Mentre que Kellet virava a l'oest cap a l'estuari de Jade i sobre Wilhelmshaven, les unitats antiaèries 212, 222, 252, 262 i 272 obriren foc. A més, el Scharnhorst, el Gneisenau i tots els altres vaixells a port també obriren foc. A la distància, sobre el Punt Schilling, els bombarders podien veure com els caces s'enlairaven des d'un aeròdrom camuflat. En una breu reunió, el comandant del JG 1 havia dit als seus pilots que fessin un atac de raig, car era un punt cec dels Wellingtons. Un atac sever era perillós, car els artillers podien senyalar els objectius i obrir els atacants amb un con de foc coordinat i concentrat. Un altre punt feble també advertit era que els primers models del Wellington no tenien tancs de combustible autosegellats, amb la qual cosa si els caces alemanys tocaven les ales, el bombarder podia incendiar-se.
Sense preocupar-se de la Luftwaffe, la secció del cap d'esquadró Harris, del 149è esquadró, va ser l'única secció que va aconseguir llançar les bombes sobre els vaixells al port de Wilhelmshaven. Van llançar sis bombes de 230 kg (500 lliures), però el resultat és incert. Va ser tot el que la RAF tenia per ensenyar en el seu primer gran atac sobre terra alemany. A mesura que els bombarders emergien de la barrera de foc antiaeri, les formacions quedaren desfetes. Les formacions de Kellet i Harris van ser les úniques que quedaren intactes, però el cap d'esquadró Gutherie estava al capdavant del seu 9è esquadró i el 37è esquadró, situat a la part posterior, estava desendreçat. El seu comandant, el cap d'esquadró Hue-Williams, intentà reunir-se amb la formació principal i s'estava separant de la seva pròpia formació, obligant a la resta de membres a incrementar la seva velocitat per reunir-se amb el seu líder.
L'Oberleutnant Johannes Steinhoff volava amb un Bf 109D del 10.(Nacht)./JG 26 escortat per un Rotte del II./JG 77. A les 13:30 van atacar un grup després que haguessin superat la barrera antiaèria. Els Bf 109 reclamaren 7 bombarders, amb Steinhoff reclamant-ne dos. La primera victòria va ser adjudicada al Unteroffizier Heolmayr. A les 13:40, un Rotte dels Bf 110s del ZG 26. comandat pel Hauptmann Wolfgang Falck, en reclamà quatre. La nau de Falck quedà molt malmesa, obligant-lo a retirar-se. Falck aconseguí planejar fins a la base i fer un aterratge d'emergència sense potència. L'Unteroffizier Fresia també reclamà dues victòries. La segona víctima de Fresia va ser l'oficial de vol Allison. El líder del 149è, cap d'esquadró Harris va ser atacat per un Bf 109 pilotat per l'Oberleutnant Johann Fuhrmann. Fuhrmann no aconseguí tocar el bombarder atacant des del Sol. Llavors intentà un atac sever, tot i l'avís de no fer-ho, resultant abatut. Fuhrmann aconseguí aterrar al mar a uns centenars de metres de l'illa de Spiekeroog. Els testimonis a la platja el van veure nedar fins a la costa fins a ofegar-se. És possible que fos abatut per l'aviador de 2a classe Gouldson, del Wellington de Riddlesworth. Durant el combat, un Bf 110 pilotat per l'Oberleutnant Gordon Gollob va abatre i va matar el cap d'esquadró Archibald Guthrie, del 9è esquadró. Hue-Williams, líder del 37è esquadró, també resultà abatut, possiblement pel Hauptmann Reinecke. Poc després, els alemanys patiren una baixa, quan el Leutnant Roman Stiegler s'estavellà al mar mentre que perseguia l'oficial de vol Lemon. Stiegler resultà mort. Al mateix temps, el reclamà dos bombarders més: els Bf 110 del ZG 76 també es llançaren a l'atac reclamant 5 victòries més.
Entre els alemanys que reclamaven alguna victòria estava Helmut Lent, que en reclamà dues. Després d'aterrar a Jever d'una patrulla, Lent s'enlairà per interceptar els atacants. S'enfrontà al Wellington de Herbie Ruse, matant la majoria de la tripulació. El Wellington començà a treure fum negre, i Lent el deixà pensant que s'estabellaria. Lent llavors perseguí el Wellington de l'officer Thompson, que s'estavellà just davant la costa de Borkum. La tercera victòria de Lent no li va ser concedida. Va atacar i abatre l'avió del Flying Officer Wimberley, però com que l'avió ja estava molt malmès i es jutjà que anava a estavellar-se, no es donà la victòria a Lent. En canvi, el Geschwaderkommodore Schumacher del Stab./JG 1 va rebre el crèdit. Schumacher també va abatre l'avió del Pilot Officer Lewis, prop de Borkum. A les 13:45 els caces alemanys, al límit de la seva capacitat, tornaren a la base. A les 14:05, l'altra formació de bombarders estava lluny de la interceptació.

## Després de la batalla

### Sobreestimació de les victòries
Les unitats de caces alemanyes exageraren les pèrdues de la RAF, amb els alemanys reclamant 38 avions abatuts, tot i que les pèrdues de la RAF només van ser de 12 avions. Els artillers de la RAF reclamaren 12 caces alemanys abatuts, així com 12 més seriosament malmesos. Les pèrdues reals alemanyes només van ser de 3 avions destruïts i 4 amb danys severs.
Per donar pes a les seves demandes, els alemanys afirmaren que havien 44 bombarders, quantitat després incrementada per l'OKL a 52. Hores després aquestes demandes van ser reduïdes a 34, però mesos després l'informe tornà a analitzar-se i es reduí a 27 victòries "confirmades". Aquesta quantitat, però, encara era el doble dels que en realitat s'havien abatut i es comptaven 5 avions més dels que tenia la formació. Els historiadors alemanys han afirmat que les xifres britàniques van ser reduïdes per amagar les pèrdues, però un examen acurat dels informes no mostra cap manipulació, deixant com a falsa la reclamació alemanya. Els obituaris de la Comissió de Tombes de Guerra de la Commonwealth registra la identitat de tot el personal de servei que va morir en combat i que no té una tomba coneguda, com seria els cas dels aviadors que van caure sobre el mar. Els únics aviadors que consta que es van perdre aquell dia són els dels esquadrons 9, 37 i 149.
Les baixes alemanyes van ser 3 Bf 109s destruïts, 2 amb danys greus i 2 Bf 110s amb danys greus. Set Bf 110s i un BF 109 patiren danys lleus. Johann Fuhrmann i Roman Stiegler van ser els únics pilots que van morir en aquesta acció. Un tercer pilot, Dietrich Robitzsch del Jagdgruppe 101, saltà del Bf 109 però no va patir danys. Dos pilots van quedar ferits: el Feldwebel Hans Troitzsch (Bf 109) i el Leutnant Gustav Uellenbeck (Bf 110).

### Conclusions britàniques
Les conclusions tàctiques d'ambdós bàndols van ser radicalment diferents. El Comandament de Bombarders va concloure que l'atac havia estat un fracàs a causa de la pobre formació de vol i del pobre lideratge. També es mantingué que calia una millora en l'armament defensiu i tancs de combustible autosegellats. Aquestes consideracions, creien, encara podrien rescatar el concepte dels bombardeigs diurns:
El 22 de desembre, un informe sense signatura al Grup 3 de la RAF afirmava:
| « | Hi ha motius per creure que una formació tancada de sis Wellingtons podria emergir d'un llarg i pesat atac de caces enemics amb poques o cap baixes. Una formació així, però, és possible que pateixi accidents molt greus en les mateixes condicions. | » |

El 19 de desembre de 1939, el vicemariscal de l'aire Jackie Baldwin informà als líders d'esquadró Guthrie i Hue-Williams que eren culpables de córrer més que les seves formacions, trencant un model de defensa de cohesió. Baldwin envià el seu informe al cap del Comandament de Bombarders, Mariscal en Cap de l'Aire Edgar Ludlow-Hewitt. Hewitt respongué el 23 de desembre, unint-se a la condemna que havia fet Baldwin dels líders dels esquadrons 9è i 37è per abandonar el seu lloc. Hewitt ho anomenà un "crim imperdonable", tot i que el cap del 149è esquadró, Harris, posteriorment afirmà que era injust, car Guthrie i Hue-Williams estaven mal entrenats i mai no havien combatut abans. Harris també culpà el Quarter General del 3r Grup, afirmant que no hi havia hagut una planificació prèvia o un enllaç entre els esquadrons. Harris també es fixà en que l'estat major d'operacions del Grup no havia donat cap formació prèvia.
A les notes d'operacions, "Vol en Formació", les ordres constataven específicament que la formació, com a unitat, no havia d'estar junta, dient que cada secció dels sis avions havia de ser per sí una unitat defensiva, volant a alçades diferents, afirmant que més de 12 avions per formació la feien difícil de manejar per un líder. Malgrat això, les notes també senyalaven la importància de mantenir la formació dins de la mateixa secció. Si el líder d'una secció havia de seguir el líder de la formació (el Comandant d'Ala Kellet) en detriment de la seva secció, la formació seguiria a part. Les formacions de bombarders estaven fetes sobre la idea de la protecció mútua: si la formació se separava, cadascun dels bombarders hauria de defensar-se per sí sol, la qual cosa permetria els enemics atacar els bombarders un a un. Els caps d'esquadró Guthrie i Hue-Williams no van seguir aquest avís durant la batalla. El Comandant d'Ala Kellet les va seguir i només va perdre un avió. Harris també va mantenir unida la seva formació i no en va perdre cap. Durant les setmanes posteriors s'inicià un debat sobre la possibilitat de llançar bombardeigs amb la cobertura de la foscor, amb Hewitt recolzant aquesta alternativa.

### Conclusions alemanyes
Tàcticament, els alemanys es fixaren en les lliçons i en els punts febles que ja sabien, en particular les pobres defenses dels bombarders Wellington, però van admetre que la formació rígida dels bombarders havia treballat en favor seu, permetent-los escollir la posició i l'angle d'atac. L'informe alemany també va observar l'intent de la RAF d'atacar en condicions clares i a alçades d'entre 10.000 i 16.000 peus (3.000-4.900 metres) era una "bogeria criminal". L'anàlisi posterior del foc antiaeri també va ser senyalat. Schumacher també senyalà que s'havia demostrat efectiu en desmuntar les formacions i en danyar els bombarders, donant millors oportunitats als pilots de caces.
Després de la recent campanya de Polònia, els analistes de l'estat major de la Werhmacht van estudiar rigorosament la batalla. L'estat major de l'exèrcit havia avaluat els problemes de lideratge, tàctica, comandament i control per millorat l'efectivitat. Semblava que les unitats de caces dels pilots no feien el mateix i estaven molt ocupats felicitant-se del seu èxit. No hi ha proves que la Luftwaffe fes quelcom semblant al Heer després de la seva victòria a la badia de Heligoland. Els historiadors per l'estat major de la Luftwaffe senyalaren que només s'explotà amb motius propagandístics, malgrat els problemes i els avisos que la batalla havia mostrat pels atacants i pels defensors.
El progrés de la guerra entre setembre de 1939 fins a l'estiu de 1941, llevat d'alguna excepció, semblava validar el focus de pre-guerra de la Luftwaffe sobre l'ús ofensiu del seu braç de caces. Els èxits de la Luftwaffe a la campanya de Noruega i a les batalles dels Països Baixos, Bèlgica, França, Iugoslàvia i Grècia havien donat arguments al seu mètode. La Luftwaffe havia defensat l'espai aeri alemany expulsant els enemics d'Alemanya fora de les seves fronteres i derrotant-los als seus propis espais aeris. L'ocupació dels seus territoris negava als enemics alemanys de bases per atacar de manera efectiva els objectius alemanys per aire. Les defenses alemanyes de dia rarament van ser provades durant aquest temps. Aquest córrer dels fets, i el saber que la RAF només era capaç de fer curtes penetracions sobre França de dia, van fer que la Luftwaffe pensés que Alemanya era invulnerable als atacs. Per mantenir l'ofensiva sobre els fronts, la producció de bombarders dominà la indústria aèria, mentre que la producció de caces va quedar relegada.
Però a finals de 1941 els Estats Units van entrar a la guerra després que Hitler proclamés la declaració de guerra l'11 de desembre de 1941. El fracàs de l'operació Barbarroja demostrà l'error del mètode de la Luftwaffe en concentrar tots els seus recursos sobre la línia del front. La RAF inicià la seva campanya de bombardeigs nocturs a inicis de 1942, i poc després la Força Aèria de l'Exèrcit dels Estats Units (USAAF) entraria al conflicte. Malgrat això, l'OKL seguí resistint-se a enviar les seves forces a defensar Alemanya, afeblint així les línies del front. Només va ser al maig de 1942, quan la Luftwaffe hagué de combatre amb la USAAF per primera vegada durant el dia, amb el perill del bombardeig estratègic aliat diürn donava motius de preocupació al OKL. Malgrat això, no va ser fins a finals de 1942 que es prengueren mesures per enfortir les defenses antiaèries diürnes, i aquestes van ser contra-productives. Hans Jeschonnek resumí l'actitud de l'OKL quan afirmà que la Luftwaffe podia fer front als atacs diürns dels Aliats amb una ala de caces. Els fets de 1943-1944 demostraren que aquesta assumpció era errònia. El General der Jagdflieger Adolf Galland senyalà la manca d'organització de planificació de les defenses aèries com un dels majors errors fets per la Luftwaffe durant la guerra.